# Дубовецкий сельсовет
Дубове́цкий сельсове́т — сельское поселение в составе Долгоруковского района Липецкой области.
Административный центр — село Дубовец.

## География
Дубовецкий сельсовет находится в юго-западной части района. Граничит на западе с Веселовским, на севере с Вязовицким, на востоке с Долгоруковским сельсоветами Долгоруковского района, на юге с Тербунским районом.
По территории поселения протекает река Ольшанец и несколько небольших ручьёв. Крупная запруда близ деревни Красотыновка.

## Население
| 2010 | 2012 | 2013 | 2014 | 2015 | 2016 | 2017 |
| ---- | ---- | ---- | ---- | ---- | ---- | ---- |
| 938  | ↘912 | ↘897 | ↘885 | ↘861 | ↘858 | ↘837 |
| 2018 | 2021 |      |      |      |      |      |
| ↘816 | ↗836 |      |      |      |      |      |

## Состав сельского поселения
| № | Населённый пункт | Тип населённого пункта       | Население |
| - | ---------------- | ---------------------------- | --------- |
| 1 | Бакеевский       | хутор                        | ↘0        |
| 2 | Богатые Плоты    | деревня                      | ↘55       |
| 3 | Гущин Колодезь   | деревня                      | 34        |
| 4 | Дубовец          | село, административный центр | 541       |
| 5 | Дубовецкий       | посёлок                      | 7         |
| 6 | Красная          | деревня                      | 31        |
| 7 | Красотыновка     | деревня                      | 236       |
| 8 | Ольшанка         | деревня                      | 34        |

## Культура и образование
- Центр культуры и досуга (Дом культуры) и библиотека
- Школа в деревне Красотыновка (ныне центр «Доверие»)
- Детский сад "Солнышко" в селе Дубовец

## Инфраструктура
- Отделение почтовой связи в Дубовце и Красотыновке

## Медицина и социальное обслуживание
- Фельдшерско-акушерский пункт в селе Дубовец и деревне Красотыновка
- Центр социальной помощи женщинам и детям «Доверие» в деревне Красотыновка

## Экономика
- ООО АФ «Трио»
- Сеть продовольственных магазинов

## Транспорт
Поселение связано автомобильным шоссе с райцентром Долгоруково, развита сеть местных дорог с асфальтобетонным и щебневым покрытием.

## Достопримечательности
- Церковь Успения Богородицы XIX века в селе Дубовец